# Координация движений
Координа́ция движе́ний (от лат. coordinatio — «взаимоупорядочение») — процессы согласования активности мышц тела, направленные на успешное выполнение двигательной задачи. При формировании двигательного навыка происходит видоизменение координации движений, в том числе овладение инерционными характеристиками двигающихся органов.
В сформированном динамически устойчивом движении происходит автоматическое уравновешивание всех инерционных движений без продуцирования особых импульсов для коррекции. Когда мышцы человека взаимодействуют слаженно и эффективно, можно говорить о хорошей координации движений. Люди с хорошей координацией, как правило, выполняют движения легко и без видимых усилий, как, например, профессиональные спортсмены. Однако координация нужна не только в спорте. От неё зависит каждое движение человека.
Координация движений регулируется мозжечком.